# Mezzane di Sotto
Mezzane di Sotto là một đô thị ở tỉnh Verona trong vùng Veneto của Ý, có cự ly khoảng 90 km về phía tây của Venice và khoảng 13 km về phía đông bắc của Verona. Tại thời điểm ngày 31 tháng 12 năm 2004, đô thị này có dân số 1.949 người và diện tích là 19,6 km².
Mezzane di Sotto giáp các đô thị: Illasi, Lavagno, San Martino Buon Albergo, Tregnago và Verona.